# Galerie d'art d'Ottawa
La Galerie d’art d’Ottawa (GAO) est une galerie municipale à Ottawa, en Ontario, inaugurée en 1988, à la Cour des Arts.
La galerie possède une collection permanente de plus de 1 000 œuvres d’art, gère la Collection Firestone d'art canadien, collection de la Ville d'Ottawa, et offre des programmes communautaires, éducatifs et publics. La GAO a comme mandat l’acquisition, l’interprétation et le partage d’œuvres ainsi que le désir d’agir comme espace de rencontres culturelles.

## Histoire
Fondée à la fin des années 80 par des artistes qui voulaient représenter l'art local et la communauté artistique de la région, la « Galerie à la Cour des arts » ouvre en 1988, dans l’ancien palais de justice. En 1993, la galerie s’incorpore officiellement et devient la Galerie d’art d’Ottawa. En 1974, la coalition Visual Arts Ottawa est formée:261 et l’année suivante, les artistes Victor Tolgesy (en), Gerald Trottier, et James Boyd, entre autres, organisent une exposition rétrospective d’art local, comprenant plus de 300 œuvres provenant de 156 artistes, tenue dans l’édifice Hall of Commerce, au parc Lansdowne. En 1985, avec l’appui du Conseil municipal, la Fondation du Centre des arts d’Ottawa, créée l’année précédente, adopte comme espace pour son centre d’art municipal, le Palais de justice du Comté de Carleton, situé sur le territoire traditionnel de la Nation Anishinaabe:xi,:263. Cette même année, l’administration municipale crée un bureau des arts visuels, puis un fond acquisition pour les arts et un programme de « pourcentage d’art »:263.
Mayo Graham est nommée directrice/commissaire principale de la nouvelle galerie, ouverte en 1989:264. En 1991, on commence à rénover les salles d’exposition et en 1992, la GAO est officiellement désignée Galerie d’art municipale d’Ottawa, engendrant la réouverture des salles d’exposition principales, l’inauguration de la Salle Firestone servant à montrer la nouvelle collection de la Ville d’Ottawa et le développement de la galerie commerciale, qui sert à financer les acquisitions et la programmation:264. En 1993, le Conseil de direction de la Galerie se rencontre pour la première fois, la GAO reçoit le statut d’organisme de charité enregistré, et devient, après s’être séparée de la Fondation du Centre des arts d’Ottawa, une entité à part entière:265. Mela Constantinidi nommée en 1993, dirige la GAO pendant dix-sept ans. En 2010, elle est récompensée pour sa contribution à la communauté artistique d’Ottawa par le prix Victor Tolgesy  ,:xiv. Depuis 2010, Alexandra Badzak occupe le poste de directrice et de chef de la direction de la GAO. Elle a chapeauté le projet d’agrandissement de la galerie et parraine les prochains développements de la GAO,.

### Construction et agrandissement

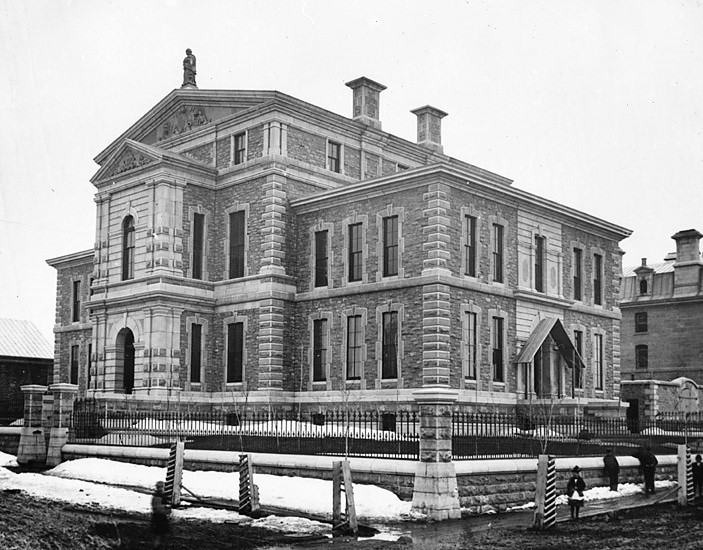
Palais de justice du Comté de Carleton, 1870-80.

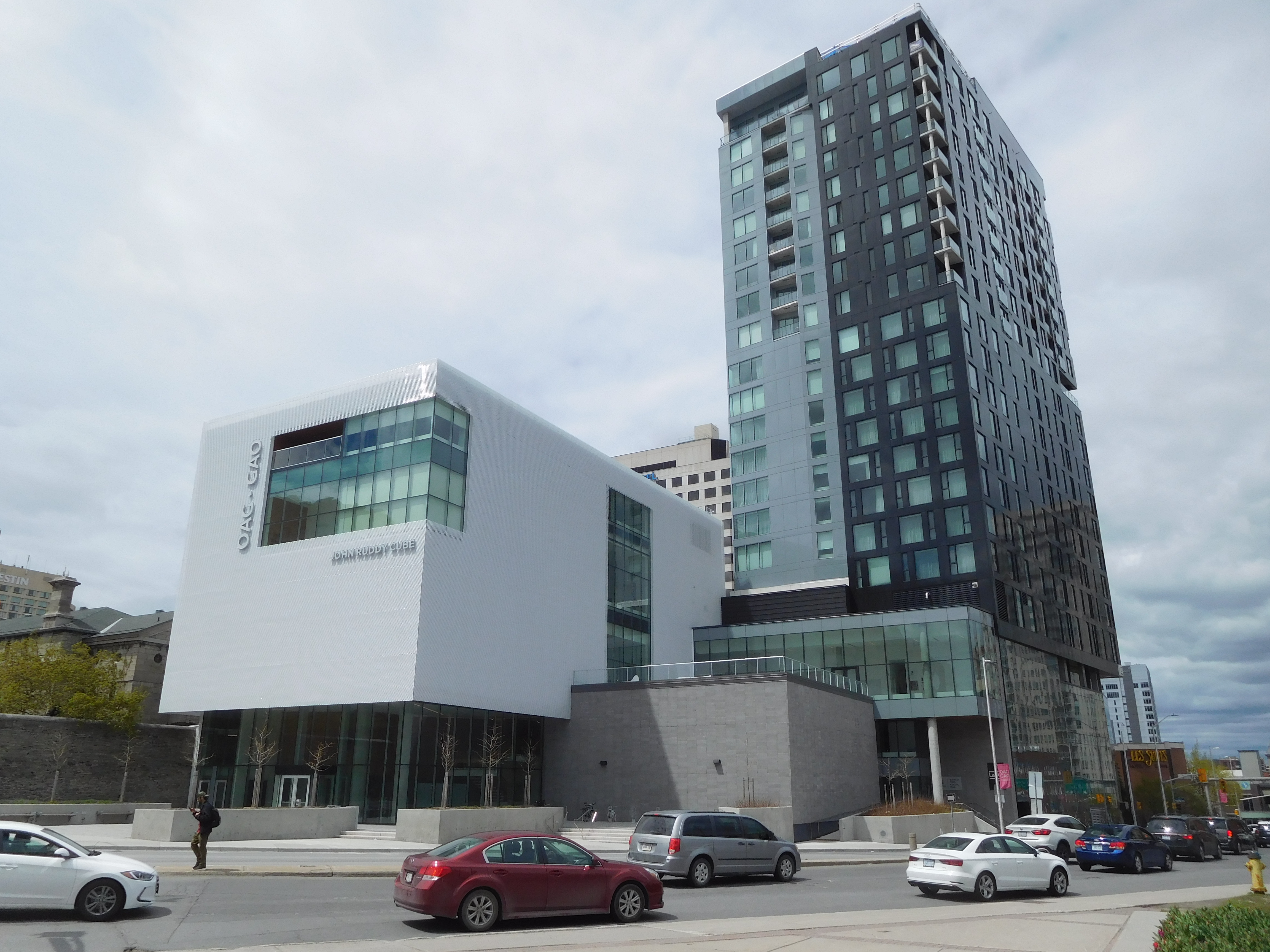
La Galerie et l'Hôtel Le Germain

Dès sa création, la Galerie d’art d’Ottawa est logée à la Cour des arts, et partage l’espace avec 25 autres organisations issues de la communauté artistique d’Ottawa. Entre autres, on y retrouve la galerie SAW, l’Institut canadian du film (en), le Council for the Arts in Ottawa (en) (aujourd’hui le Conseil des arts d’Ottawa), le Front des artistes canadiens, ou CARFAC National (en), le Festival international du film d'animation d'Ottawa, et le Ottawa Fringe Festival (en). Conçu par l’architecte Robert Surtees et construit en 1870, le Palais de justice du Comté de Carleton représentait, à l’époque, un centre d’importance pour le gouvernement local et son administration. En 1985, le Palais de justice et sa propriété sont confiés à la Fondation du Centre des arts d’Ottawa et, par la suite, en 1988, l’endroit est désigné comme espace réservé aux arts municipaux,.
Avec un appui important de la Ville d’Ottawa et de la province de l’Ontario, ainsi que des dons provenant de membres de la communauté, la Galerie d’art d’Ottawa construit un nouvel espace de plus de 5 000 mètres carrés, triplant ainsi son espace original . La GAO agrandie ouvre ses portes le 28 avril 2018.

## Collections
La GAO gère deux collections importantes : la Collection Firestone d'art canadien, collection de la Ville d’Ottawa, et sa collection permanente.
En 1992, la Galerie d’art d’Ottawa devient la gardienne de la Collection Firestone d’art canadien. Le Dr O.J. (Jack) Firestone et son épouse Isobel Firestone (née Toronto) ont commencé cette importante collection privée d’œuvres d’art canadiennes (en) du 20e siècle dans les années 50 et ont continué d’y ajouter des œuvres d’artistes issus de partout au pays au fil des ans. Au début, les Firestone exposaient leurs œuvres dans leur demeure familiale, Belmanor, située dans le quartier de Rockliffe Park, à Ottawa. En 1972, la famille fait don de 1 200 œuvres, de leur maison et d’un Fonds de dotation pour le maintien de la Collection à la Fondation du patrimoine ontarien (aujourd’hui la Fiducie du patrimoine ontarien). Barbara Firestone (née McMahon), la deuxième épouse du Dr Firestone, organise une tournée de la collection en Europe de l’Est et de l’Ouest pendant les années 80 et le couple continue d’ajouter à la collection jusqu’en 1990 environ. En 1992, la Fondation commence à chercher une nouvelle demeure pour la collection forte de 1 600 œuvres. La Ville d’Ottawa et la nouvelle Galerie proposent ensemble d’acquérir la Collection : la ville en serait propriétaire et la Galerie d’art d’Ottawa l’hébergerait,. Collection Firestone d’art canadien (CFAC) (auparavant nommée Collection d’art Firestone), inclut des œuvres d’artistes canadiens de renom, dont A. Y. Jackson, Lawren Harris, Arthur Lismer, Edwin Holgate, (membres du Groupe des sept), Emily Carr, Alma Duncan, David Milne, et Norval Morrisseau. Les œuvres de la collection ont été exposées en rotation à la GAO dans les salles réservées à cet effet, elles ont été empruntées par d’importantes institutions, incluant le Musée des beaux-arts de Montréal et elles ont été exposées partout au pays.
C’est l’acquisition de cette importante collection historique qui a jeté les bases pour l’acquisition, par la GAO, au début des années 90, d’œuvres contemporaines régionales. À ses débuts, cette collection surnommée la Collection contemporaine était gérée par un comité d’acquisitions et de programmation dont la mission était d’archiver et de cartographier l’art contemporain de la région d’Ottawa-Gatineau. Aujourd’hui nommée la Collection permanente, elle compte 1 000 œuvres d’art, historiques et contemporaines, en lien avec la région. Les acquisitions, par don ou par achat, approuvées par la directrice et chef de la direction de la GAO, par les commissaires et par les membres du comité d’acquisitions et de programmations, se font sur base annuelle. La Collection permanente comprend des œuvres d’artistes contemporains comme Pat Durr, Barry Ace, Lynne Cohen, Evergon, Annie Pootoogook, et Leslie Reid. La Collection permanente s’est également enrichie grâce à d’importants dons d’œuvres de la succession d’artistes tels que Juan Geuer et Gerald Trottier, et d’autres d’artistes vivants, comme Max Dean qui remit 50 de ses photographies et installation à la GAO en 2016.

## Expositions
La Galerie d’art d’Ottawa a présenté de nombreuses expositions d’œuvres contemporaines et historiques, sur place à la galerie et d’autres, itinérantes. En plus de se concentrer sur des œuvres régionales, la GAO a également à cœur la programmation autochtone, incluant le programme d’artiste/commissaire émergent Banque Royale du Canada:xiv. Une des expositions qui a bénéficié de l’appui du programme de la Banque Royale, Décolonisez-moi, organisée par la commissaire Heather Igloliorte, a été présentée dans de nombreuses galeries partout au pays. Tellement Iroquois, une exposition de groupe organisée à la GAO par le commissaire Ryan Rice a également été présentée ailleurs,. Bon nombre d’expositions individuelles d’artistes régionaux ont également vu le jour à la GAO : Jerry Grey et la grille ; Alma : La vie et l’œuvre d’Alma Duncan 1917-2006 (une exposition itinérante), et des expositions des œuvres de Gerald Trottier, Max Dean, Eric Walker, Jane Martin, et Cindy Stelmackovich,.
Avec la CFAC et le programme Firestone résonne, la GAO facilite le dialogue entre des œuvres historiques et des pratiques contemporaines,. Une exposition tirée de ce programme, Bouillie chaude et Grand Nord a été organisé en 2005 par Emily Falvey. L’exposition montrait des œuvres tirées de la CFAC et des œuvres d’artistes contemporains tels que Kent Monkman, Edward Burtynsky, et Lorraine Gilbert.

## Programmes publics, éducatifs et communautaires
Grâce à l’appui additionnel des gouvernements, la GAO a pu développer, dans les années 90, une programmation publique. Aujourd’hui, le département des programmes publics, éducatifs et communautaires offre une variété de programmes tels que ge[Quoi ?] d’art, Départ, les Dimanches créatifs, les Matins bambins, et la Tente des Arts. En plus de sa programmation habituelle, la GAO organise des événements spéciaux en collaboration avec la communauté artistique locale.

## Galerie Annexe
La Galerie Annexe, auparavant la Galerie Location et vente de la GAO, est établie en 1992 afin d’exposer, de vendre et de louer des œuvres d’artistes locaux,.

## Appui
La Galerie d’art d’Ottawa reçoit l’appui de la Ville d’Ottawa (en), du Conseil des arts de l'Ontario, et du Conseil des arts du Canada.